# 芭比之海豚魔法奇遇記
《芭比之海豚魔法奇遇記》（英語：Barbie: Dolphin Magic）是Rainmaker Studios和美泰兒联合製作的3D動畫电影作品。該作為芭比動畫系列的第36部電影。2017年9月17日在加拿大YTV上首播。之後於2018年9月11日由环球影业發行DVD。
台灣於2018年9月14日以DVD的形式由傳訊時代多媒體股份有限公司代理发行。2019年11月24日晚上9:00以《芭比與魔法海豚》的片名在東森幼幼台播出，2020年1月29日大年初五晚上10:00重播。

## 劇情
芭比和姊妹的史奇普、史黛西還有小凱莉一起到熱帶島嶼度假，芭比的男朋友肯尼在這座島上擔任海洋生物學實習生。當她們在海上浮潛時，發現一隻被困在海洋生物研究中心水池里的年幼海豚，但是這不是一隻普通的海豚，而是一隻綠寶石色的海豚。後來芭比遇到一個神秘的女孩愛拉，發現她在試圖放走那隻被困的海豚，愛拉向芭比說海豚是她的朋友，不慎被困住了，而且這樣的海豚不止這一隻，而是一個寶石海豚家族，因此芭比願意幫助她放走海豚，但發現閘門已經被電子密碼上了鎖，她們只能另想辦法。
芭比和愛拉成為了好朋友，還發現愛拉原來是一隻美人魚。後來她們發現困住海豚的人正是海洋生物研究中心的老板瑪洛，她让手下的雨果用直升飛機運走海豚，打算利用海豚來賺大錢。芭比与姊妹們一起齊心協力去偷走瑪洛的電子密碼遙控器，史奇普把偷來的電子密碼遙控器插在平板电脑上取得了密码，然後又將電子密碼遙控器擺回了原處。在解放宝石海豚的时候，電子密碼鎖提示密碼已重置，原來瑪洛在發現她們偷走電子密碼遙控器後又重新設置了密碼。由於她正打算用直升飛機運走海豚，就把遙控器扔到了水池裡。這時，瑪洛發現寶石海豚不見了蹤影，芭比騙她說寶石海豚可能已經逃走了，瑪洛和雨果一起開著直升飛機去海上尋找。愛拉與其它寶石海豚在海灣里發現了一個隧道可以通往水池，她和寶石海豚一起潛入在水池中，但是要游出去的話必須要有嚮導才不會迷路。於是愛拉從自己的項鏈上取下一個魔法海螺，讓芭比拿着它到海灣那邊的岩石上，只要手裡握着這個海螺，海螺就會發出有色彩的魔法水流，這樣美人魚就會順着水流在廣大的海洋里找到彼此。愛拉與寶石海豚正要順着魔法水流游出去的時候，瑪洛的直升飛機又飛回來了，她發現寶石海豚根本沒有逃走，居然還在水池裡。芭比發現了直升飛機，為了不讓瑪洛發現，她將海螺發出的魔法水流給停住了，當再次發動的時候海螺居然沒有了反應，正當芭比納悶時，愛拉與寶石海豚們開始在海面上翻騰，她們成功了。這時，肯尼開着船要带她们离开，瑪洛發現了她們，并緊緊地追着船而去。為了幫助愛拉和海豚寶石逃跑，芭比用水草把自己偽裝成美人魚，被直升飛機發射出的漁網給抓住，帶回了海洋生物研究中心。當瑪洛揭開漁網，發現美人魚是芭比時，遭到芭比的說教，說真正的生物學家應該幫助動物，而不是利用它們賺錢。事情結束後，芭比與姊妹們在沙灘上玩耍，當芭比想念愛拉的時候，試着用海螺找她，沒想到愛拉很快就出現在她眼前。

## 配音員
| 芭比（Barbie）    | 埃里卡·林貝克     | 林沛笭 |
| 小凱莉（Chelsea） | 西亚娜·斯瓦莱斯   | 曾允凡 |
| 肯尼（Ken）       | 阿德里安·佩特里   | 賴瑋   |
| 愛拉（Isla）      | 香農·陈-肯特      | 傅其慧 |
| 史奇普（Skipper） | 卡佐米·伊凡斯     | 蘇肇華 |
| 史黛西（Stacie）  | 克莱尔·科利特     | 李佳璇 |
| 雨果（Hugo）      | 保羅·多布森       | 胡鎮壐 |
| 瑪洛（Marlo）     | 瑪莉克·亨德里克瑟 | 林沛笭 |

## 配音譯製人員
台灣國語版工作人員
- 翻译：簡筱臻
- 聲音導演：譚王鴻
- 錄音師：羅峯彥、Karl Tria-Tirona、Aldrich Garcia
- 錄音棚（Dubbing Studio）：VOICE & SCRIPT INTERNATIONAL、IYUNO MEDIA GROUP

## 外部連結
- 芭比之海豚魔法奇遇記 BARBIE: DOLPHIN MAGIC (DVD) - 傳訊時代多媒體 （页面存档备份，存于）（繁體中文）
- 芭比之海豚魔法 （页面存档备份，存于） - Netflix（繁體中文）
- 互联网电影数据库（IMDb）上《芭比之海豚魔法奇遇記》的资料（英文）
- 豆瓣电影上《芭比之海豚魔法奇遇記》的資料 （简体中文）
- 爛番茄上《芭比之海豚魔法奇遇記》的資料（英文）